# Laberint (orella)

Anatomia de l'orella humana:
1: Orella externa.
5: Orella mitjana.
13: Orella interna:
14: Laberint: 15: Conducte semicircular, 16: Vestíbul: 17: Finestra oval, 18: Finestra rodona. 19: Còclea.
20: Nervi vestibular, 21: Nervi coclear, 22: Conducte auditiu intern.
Altres: 11: Os temporal, 23: Nervi auditiu.

Esquema del laberint membranós, amb dos seccions: d'un conducte semicircular i de part de la còclea:
1: Perilimfa, 2: Endolimfa.
3: Conductes semicirculars: 4: Posterior, 5: Horitzontal, 6: Superior, 7: Ampul·la.
8: Vestíbul: 9: Òrgans amb otòlits, 10: Utricle, 11: Sàcul, 12: Màcules: de l'utricle i del sàcul. 13: Conducte endolimfàtic, 14: Finestra oval, 15: Finestra rodona, 16: Conducte perilimfàtic.
17: Còclea: 18: Rampa timpànica, 19: Rampa vestibular, 20: Conducte coclear, 21: Òrgan de Corti.
Altres: 22: Orella mitjana: 23: Estrep, 24: Caixa timpànica. En verd: Nervis (facial, branques del vestibular, inici del coclear). En groc: Os temporal. Moviment transmès per l'estrep a la perilimfa de les rampes: Fletxes vermelles

Part interna de l'orella, externament limita amb l'orella mitjana.
Consta de:
- Laberint:
  - Conductes semicirculars.
  - Vestíbul: 
    - En el seu interior hi ha l'utricle (en relació amb els conductes semicirculars i el sàcul) i el sàcul (en relació amb l'utricle i el conducte coclear).
    - Limitant amb l'orella mitjana hi ha la finestra oval (en relació amb l'estrep i la rampa vestibular) i la finestra rodona (en relació amb la caixa timpànica i el conducte coclear).

  - Còclea.
- Nervis: el nervi vestibulococlear o auditiu en entrar en el conducte auditiu intern es divideix en dos branques: el nervi vestibular i el nervi coclear.

Té dues funcions:
- Els conductes semicirculars, l'utricle i el sàcul detecten canvis d'acceleració rotacional i de la posició del cap, senyal nerviós que envien amb el nervi vestibular.
- Les modificacions del senyal mecànic (procedent de les ones de so) dels ossicles es transmet com a ones en el medi líquid de la còclea, i és en l'òrgan de Corti (de la còclea) que es transforma finalment en senyal nerviós que envia amb el nervi coclear.

El laberint, També anomenat labyrinthus, es divideix a la vegada en labyrinthus osseus (ossi) i labyrinthus captivus (membranós). Al labyrinthus osseus els petits conductes semicirculars pertanyen a l'òrgan propi de l'equilibri, mentre que el coclearis o cargol pertany a l'òrgan de l'audició. El labyrinthus osseus conté un líquid limfàtic anomenat perilimfa que està localitzat a l'espai perilimfàtic.
El laberintus captivus se subdivideix en labyrinthus vestibularis i labyrinthus coclearis. El labyrinthus vestibularis inclou els estatoconis denominats utriculus i saculus localitzats en els petits conductes semicirculars ossis. El labyrinthus coclearis està format pel conducte coclearis ubicat a la còclea òssia. L'òrgan de Corti s'ubica al conducte coclearis i és l'òrgan receptor de l'audició i la propiocepció.
Els conductes semicirculars són tres tubets arquejats en semicercles, implantats al vestíbul i situats en tres plans rectangulars, segons les tres dimensions de l'espai. Els canals semicirculars ens donen la noció de l'espai i, per tant, contribueixen al manteniment de l'equilibri del cap i del cos.
La còclea o cargol és un sistema de tubs enrotllats, amb tres tubs diferents, un al costat de l'altre denominats rampa vestibular, conducte coclear i la rampa timpànica. La rampa vestibular i el conducte coclear estan separades entre si per la membrana vestibular (MV), la rampa timpà i el conducte coclear estan separades per la membrana basilar (MiB). A la superfície de la membrana basilar es troba una estructura, l'òrgan de Corti, que conté una sèrie de cèl·lules mecànicament sensibles, les cèl·lules ciliades. La rampa vestibular i la rampa timpàniques es troben plenes de perilimfa, aquesta és rica en Na i pobre en proteïnes. El conducte coclear conté endolimfa la qual és rica en proteïnes i conté sobretot Ka. La rampa vestibular es relaciona amb la finestra oval mitjançant el vestíbul i la rampa timpànica limita amb la finestra rodona. Ambdós conductes comuniquen obertament en el vèrtex del cargol o helicotrema. Les cèl·lules ciliades sostingudes per les cèl·lules de Deiters estan disposades angulars i amb els seus extrems arriben a la membrana tectòria de tipus gelatinós i que està estesa sobre les cèl·lules ciliades.
La membrana vestibular és tan prima, que no dificulta el pas de les vibracions sonores des de la rampa vestibular al conducte coclear. Per tant, pel que fa a la transmissió del so, la rampa vestibular i mitja es consideren com una única càmera. La importància de la membrana vestibular depèn que conservi l'endolimfa en el conducte coclear, necessària per al normal funcionament de les cèl·lules ciliades.